# Dia Mundial das Geleiras
O Dia Mundial das Geleiras (português brasileiro) ou Dia Mundial dos Glaciares (português europeu) é um evento anual realizado em 21 de março desde 2025, instituído pela resolução aprovada pela Assembleia Geral das Nações Unidas em 14 de dezembro de 2022.

## Proclamação
O Dia Mundial das Geleiras foi declarado em 2022 pela Assembleia Geral das Nações Unidas. A proclamação desse dia visa encorajar todos a agir para preservar o papel vital das geleiras na manutenção da vida na Terra para as gerações futuras, salientando a necessidade urgente de aumentar a conscientização sobre a conservação das geleiras e de promover e facilitar ações e medidas sustentáveis para conservá-las, inclusive por meio da cooperação transfronteiriça, quando apropriado, bem como para seu gerenciamento integrado em todos os níveis.
Seu objetivo é aumentar a conscientização sobre o papel vital que as geleiras, a neve e o gelo desempenham no sistema climático e no ciclo hidrológico, bem como sobre os impactos significativos do derretimento rápido das geleiras e suas repercussões nas economias e comunidades.

## Celebração
O dia é comemorado anualmente em 21 de março. O primeiro Dia Mundial das Geleiras e Dia Mundial da Água foi comemorado com um evento de alto nível em Nova Iorque e Paris nos dias 20 e 21 de março de 2025. A campanha global destaca os vários impactos das mudanças nas geleiras nas comunidades e ecossistemas a jusante, e a necessidade urgente de desenvolver estratégias de adaptação relacionadas à água em áreas afetadas pelo encolhimento ou desaparecimento de geleiras, mais cooperação transfronteiriça e engajamento da comunidade, juntamente com o apoio contínuo a reduções ambiciosas no consumo de combustíveis fósseis. A campanha também envolve o público jovem e desenvolve sinergias com a Década de Ação para as Ciências Criosféricas (2025–2034).
A comemoração integra o Ano Internacional para Preservação das Geleiras 2025 liderado por duas agências da ONU: a Organização Meteorológica Mundial, OMM, e a Organização das Nações Unidas para a Educação, a Ciência e a Cultura, UNESCO. Para a ONU, é preciso combater os impactos de longo alcance do derretimento das geleiras. Em 2025, o Ano Internacional visa, em ações de defesa, uma mudança de políticas além de fomentar medidas sustentáveis de preservação das geleiras.
As agências da ONU querem obter apoio global para promover pesquisas e melhorar o acesso a dados sobre a criosfera que ajudem a mitigar as consequências de um rápido degelo. Para isso, a OMM e a UNESCO convidaram os Estados-membros e outras agências da ONU além de entidades científicas para a iniciativa.